# Yang Fen
Yang Fen (chinesisch 楊芬 / 杨芬, Pinyin Yáng Fēn; * 31. Juli 1982 in Hubei) ist eine kongolesische Tischtennisspielerin chinesischer Herkunft. Sie vertrat ihr Land bei den Olympischen Spielen 2008 sowie bei fünf Weltmeisterschaften.

## Turnierergebnisse
| Verband | Veranstaltung     | Jahr | Ort          | Land | Einzel           | Doppel    | Mixed      | Team          |
| ------- | ----------------- | ---- | ------------ | ---- | ---------------- | --------- | ---------- | ------------- |
| CGO     | Olympische Spiele | 2008 | Peking       | CHN  | sofort ausgesch. |           |            |               |
| CGO     | Afrikaspiele      | 2007 | Algier       | DZA  | Gold             | Silber    |            | 1             |
| CGO     | Pro Tour          | 2008 | Shanghai     | CHN  | letzte 32        | letzte 16 |            |               |
| CGO     | Weltmeisterschaft | 2012 | Dortmund     | GER  |                  |           |            | 55            |
| CGO     | Weltmeisterschaft | 2011 | Rotterdam    | NED  | letzte 128       | letzte 32 | letzte 64  |               |
| CGO     | Weltmeisterschaft | 2010 | Moskau       | RUS  |                  |           |            | 53            |
| CGO     | Weltmeisterschaft | 2009 | Yokohama     | JPN  | letzte 128       | letzte 64 | letzte 128 |               |
| CGO     | Weltmeisterschaft | 2008 | Guangzhou    | CHN  |                  |           |            | 54            |
| CGO     | World Cup         | 2010 | Kuala Lumpur | MAS  | Qual.            |           |            |               |
| CGO     | World Cup         | 2008 | Kuala Lumpur | MAS  | Qual.            |           |            |               |
| CGO     | World Cup         | 2007 | Chengdu      | CHN  | Qual.            |           |            |               |
| CGO     | World Team Cup    | 2010 | Dubai        | UAE  |                  |           |            | Viertelfinale |